# Teddy Page
Teddy Page était un réalisateur philippin qui, sous divers noms, a réalisé des films d'action avec de faibles budgets, ce qui lui vaut aujourd'hui d'être reconnu par le site Nanarland comme auteur de série Z, et donc de nanars.

## Biographie
Teddy Page travaillait pour la compagnie Kinaseva, fondée par le producteur d'origine chinoise K.Y. Lim (dit Kimmy Lim). Rebaptisée Silver Star (du nom d'une décoration militaire américaine) pour l'exportation. Il y fut d'abord engagé comme stagiaire avant de gravir les échelons et devenir réalisateur.
Les budgets étaient très bas, 50 000 $ pour 28 jours, ce qui conduisait à des conditions de tournages atroces : pas de chaises, mauvaise nourriture (titre du livre que Nick Nicholson écrivait pour retracer son expérience dans le cinéma philippin : Fish Heads and Rice, Têtes de poissons et riz.), tir à balle réelle car envoyer une balle avec un lance-pierre ne suffisait pas à briser le pare-brise, vraie grenade au phosphore qui explosa et brûla plusieurs techniciens (si elle avait convenablement explosé, elle les aurait tués), paquets de cigarettes vides pour remplacer les air bags, acteurs (défoncés) qui écrivent et réécrivent les scénarios, etc. Ce qui faisait de ses films des séries Z plus que des séries B : « . Si le budget d'une série B est modeste, celui d'une série Z est indigent. »
Il travaillait avec des acteurs européens ou américains (dont quelques uns s'étaient établis aux Philippines au retour de la guerre du Viêt Nam comme Nick Nicholson) sans formation d'acteur : Bruce Baron (en), James Gaines (en), Richard Harrison, Romano Kristoff (en), Mike Monty, Max Thayer.
Selon Nick Nicholson, Teddy Page est décédé en 2008.

## Filmographie
- 1983 : Eliminator
- 1985 : Deadringer
- 1988 : Final Reprisal (en)''